# Need for Speed: Undercover
Need for Speed Undercover är ett bilspel från EA Games som kom ut den 21 november 2008. Spelet är det tolfte i Need for Speed-serien och släpptes till PC, PlayStation 2, PlayStation 3, Xbox 360, Nintendo DS, Wii, Microsoft Windows, PlayStation Portable, Nintendo DS och mobiltelefon i november 2008.